# Lizzia gracilis
Lizzia gracilis is een hydroïdpoliep uit de familie Rathkeidae. De poliep komt uit het geslacht Lizzia. Lizzia gracilis werd in 1900 voor het eerst wetenschappelijk beschreven door Mayer. 